# Jessica Andrews
Jessica Danielle Andrews (Wynne, 29 de dezembro de 1983) é uma cantora estadunidense do gênero country.

## Discografia (álbuns)
- 1999 - Heart Shaped World[1]
- 2001 - Who I Am[1]
- 2003 - Now[1]